# Tilt (album, Scott Walker)
Tilt je dvanácté sólové studiové album amerického zpěváka Scotta Walkera. Vydáno bylo 8. května 1995 společností Fontana Records a spolu s Walkerem jej produkoval jeho dlouholetý spolupracovník Peter Walsh. Album se umístilo na 27. příčce britské hitparády. Je Walkerovým prvním albem po jedenácti letech – svou předchozí desku vydal v roce 1984 pod názvem Climate of Hunter.

## Seznam skladeb
Autorem všech skladeb je Scott Walker.
1. Farmer in the City (Remembering Pasolini) – 6:38
2. The Cockfighter – 6:01
3. Bouncer See Bouncer… – 8:50
4. Manhattan (flȇrdelē´) – 6:05
5. Face on Breast – 5:15
6. Bolivia '95 – 7:44
7. Patriot (A single) – 8:28
8. Tilt – 5:13
9. Rosary – 2:41